# 当布龙
当布龙（法語：Dambron，法語發音：[dɑ̃bʁɔ̃]）是法国厄尔-卢瓦省的一个市镇，位于该省东南部，属于沙托丹区。

## 地理
当布龙（48°6'49"N, 1°52'16"E）面积11.99 平方千米，位于法国中央-卢瓦尔河谷大区厄尔-卢瓦省，该省份为法国北部内陆省份，北起顺时针与厄尔省、伊夫林省、埃松省、卢瓦雷省、卢瓦-谢尔省、萨尔特省和奧恩省接壤。
与当布龙接壤的市镇（或旧市镇、城区）包括：阿尔特奈、吕昂、普普里、博斯地区利翁、桑蒂伊、拜尼欧。

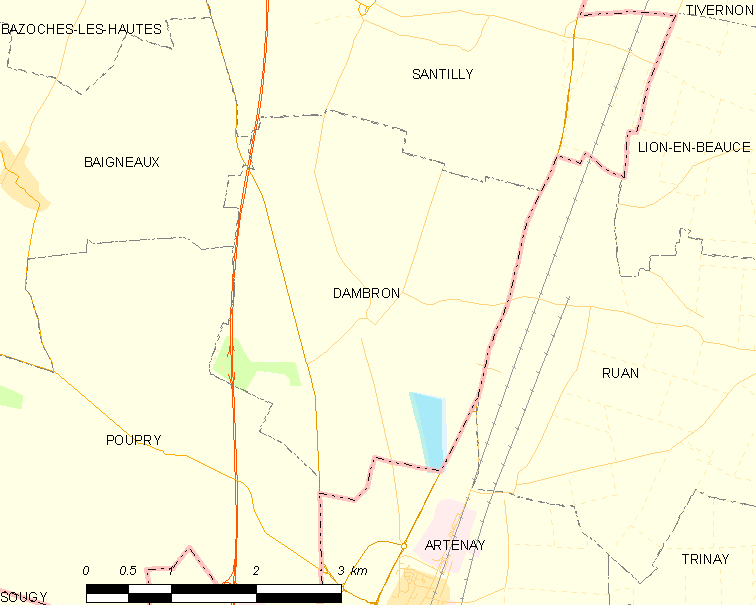
当布龙的OSM定位图

当布龙的时区为UTC+01:00、UTC+02:00（夏令时）。

## 行政
当布龙的邮政编码为28140，INSEE市镇编码为28121。

## 政治
当布龙所属的省级选区为莱维拉日沃韦安县。

## 人口

1962-2008年间当布龙人口变化图示

当布龙于2022年1月1日时的人口数量为99人。